# Juan Torales
Juan Bautista Torales (født 9. marts 1956 i Luque, Paraguay) er en paraguayansk tidligere fodboldspiller (forsvarer).

## Karriere
Torales spillede 77 kampe og scorede ét mål for Paraguays landshold. Han debuterede for holdet i juli 1977 i et opgør mod Bolivia, mens hans sidste landskamp var en VM-kvalifikationskamp mod Ecuador i september 1989. Han repræsenterede sit land ved VM 1986 i Mexico, og spillede alle paraguayanernes fire kampe i turneringen, hvor holdet blev slået ud i 1/8-finalen. Han deltog desuden ved tre udgaver af Copa América, heriblandt 1979-udgaven, som Paraguay vandt efter finalesejr over Chile.
På klubplan spillede Torales hele sin karriere i hjemlandet, hvor han repræsenterede Sportivo Luqueño i sin fødeby samt Asunción-storklubberne Libertad og Guaraní.

## Titler
Copa América
- 1979 med Paraguay